# Accident de l'avion de Christophe de Margerie
L'accident de l'avion de Christophe de Margerie survient le 20 octobre 2014 vers 23 h 57 (MSK) au moment du décollage du Dassault Falcon 50 — immatriculé F-GLSA et exploité par Unijet — sur l'aéroport international de Vnoukovo, à Moscou (Russie). L'accident  met en cause un engin de déneigement et provoque la mort de Christophe de Margerie, président-directeur général de Total, et des trois membres d'équipage (les deux pilotes et une hôtesse de l'air).

## Déroulement
Le 20 octobre 2014 vers 23 h 57 (MSK), le Falcon 50 F-GLSA de Christophe de Margerie heurte un engin de déneigement après le début de sa procédure de décollage de l'aéroport international de Vnoukovo à Moscou, en Russie.

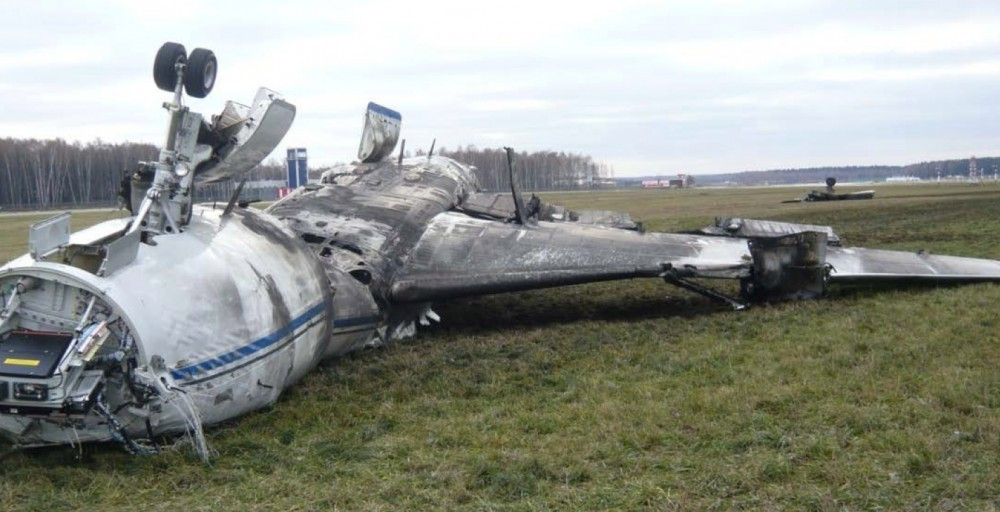
L'épave du Falcon.

La collision intervient alors que la roulette de nez avait déjà quitté le sol. Le heurt a provoqué une forte inclinaison à droite du jet d’affaires, qui a fait un demi-tonneau avant de heurter le sol à l'envers. Les médias russes indiquent que des débris ont été retrouvés à plus de 200 mètres.
Tous les occupants de l'avion sont morts sur le coup (le pilote Yann Pican, l'hôtesse de bord Ruslana Vervelle et Christophe de Margerie), à l'exception du copilote Maxime Rassiat, sans doute mort après plusieurs secondes, comme en témoignent les traces de suie retrouvées dans sa trachée, conséquence de l'incendie s'étant déclaré au moment de l'impact. Vladimir Martynenko, le conducteur du chasse-neige, alcoolisé, en réchappe car ayant abandonné sa déneigeuse au milieu de la piste tous feux de signalisation éteints.
Plus de cent-cinquante secouristes et trente-neuf véhicules spéciaux seront déployés sur le site.

## Victimes

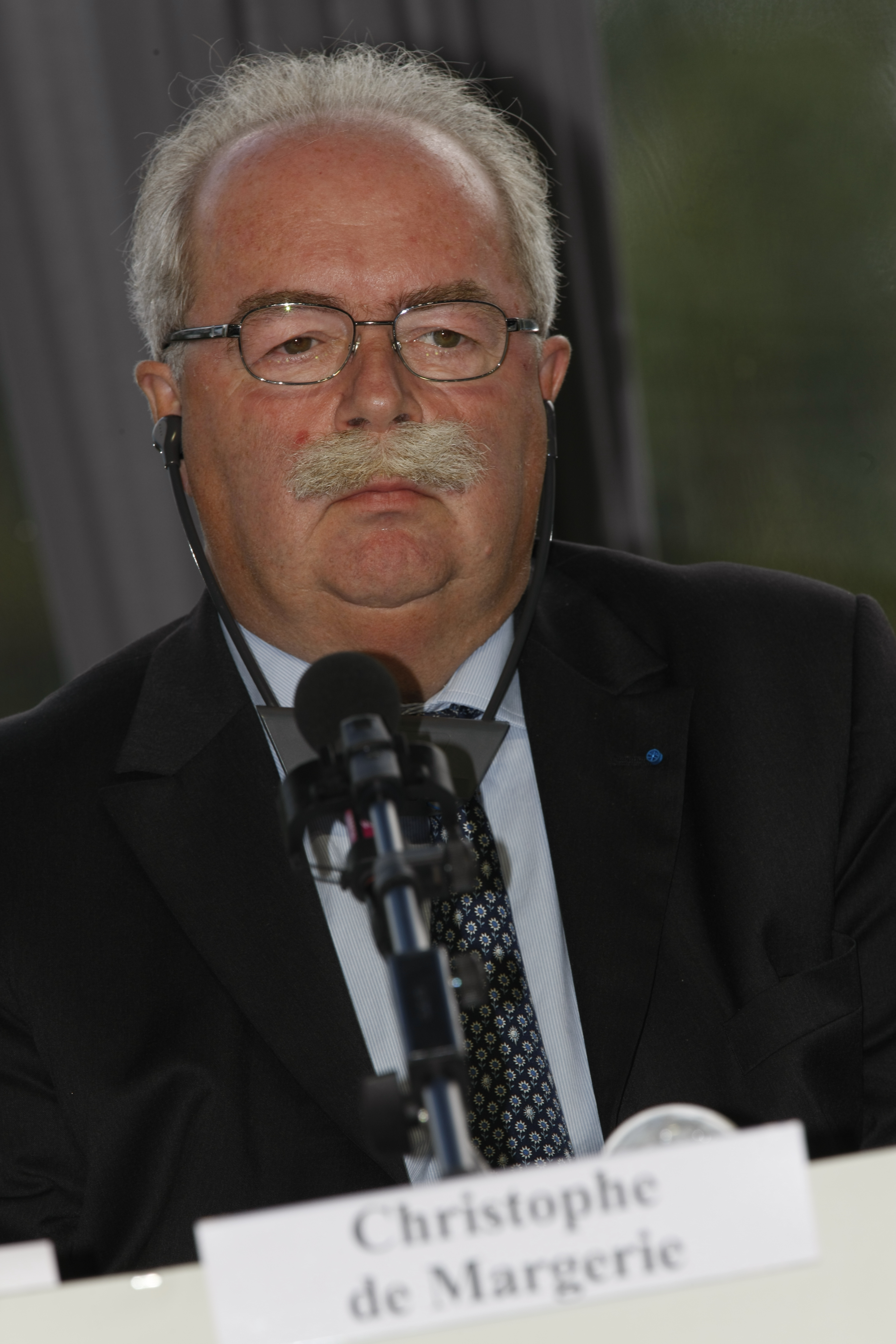
Christophe de Margerie, le seul passager de l'avion.

Le président-directeur général de Total Christophe de Margerie a été tué sur le coup, comme les trois membres de l'équipage composé de Yann Pican, Maxime Rassiat et Ruslana Vervelle qui étaient également de nationalité française,,.
Selon la presse russe, Christophe de Margerie revenait d'une réunion avec le Premier ministre russe Dmitri Medvedev, dans sa maison de campagne, près de Moscou. L'entrevue aurait été consacrée aux investissements étrangers en Russie.

## Enquête
Le 23 octobre 2014, le Comité d'enquête russe annonce que le conducteur du chasse-neige, Vladimir Martynenko, à l'origine de la collision avait 0,6 gramme d'alcool par litre de sang au moment de l'accident.
Les enquêteurs évoquent également « les mauvaises conditions météorologiques ». Selon l'aéroport, la visibilité était de 350 mètres avec une couverture nuageuse, du brouillard et des précipitations au moment du crash. Un peu plus tôt dans la journée, quelque 18 avions avaient été déroutés vers les autres aéroports de Moscou en raison des mauvaises conditions.
Selon Viktor Sorotchenko, le vice-président du Bureau d'enquête pour la sécurité de l'aviation civile russe (MAK ou IAC), de telles collisions sont extrêmement rares et ne peuvent survenir qu'en raison d'un manque de coordination entre les différents services de l'aéroport.
Les enquêteurs étudient également la piste d’une erreur humaine au niveau du pilotage. Pour cela, ils vont analyser les boîtes noires, retrouvées par les enquêteurs russes, qui enregistrent tous les paramètres du vol et les conversations dans le cockpit. Trois enquêteurs ont été dépêchés sur les lieux depuis Moscou.
L'enquête sera menée par la Commission du Comité intergouvernemental d'aviation (IAC), avec la participation de spécialistes de l'Agence fédérale du transport aérien, a indiqué l'aéroport. Le parquet de Paris a ouvert une enquête pour homicides involontaires.
Le 24 octobre 2014, le bureau russe d’enquête sur les accidents (MAK) et le BEA  ont pu lire les enregistreurs de vol.
Au moment de l'accident, le contrôle aérien était assuré par une stagiaire qui était supervisée par son formateur.
Selon les experts, la piste était libre quand l'autorisation de décoller a été confirmée aux pilotes. Quatre secondes plus tard, l’équipage du Falcon indique qu’il voit un engin traverser la piste (François Hochart, enquêteur du BEA précise : « On dit qu'ils ont aperçu l'engin 14 secondes avant le décollage. Non, ils ont aperçu une voiture traversant la piste, ce n'est pas tout à fait pareil. Donc, à partir du moment où la voiture a traversé la piste, la piste est de nouveau dégagée »). L’équipage ne l’identifie pas comme un risque et poursuit normalement son décollage. Dix secondes après le début de la prise de vitesse, les instruments de contrôle détectent le mouvement de la déneigeuse sur le bas-côté gauche de la piste  vers l’intersection des deux pistes de l’aéroport. À ce moment-là, les contrôleurs n'ont pas vu avec les équipements à leur disposition qu'un véhicule entrait sur la piste pour ainsi prévenir les pilotes au plus vite et aucun dialogue n'a été enregistré entre l'équipage et la tour de contrôle après l'autorisation de décoller,.
Le Falcon a percuté le chasse-neige à 248 km/h alors qu'il avait commencé sa rotation.
Selon l'avocat de Vladimir Martynenko, le conducteur du chasse-neige avait dû sortir de son véhicule pour vérifier s'il avait heurté un obstacle, prenant un retard de « 30 à 40 secondes », suffisant pour « perdre de vue la colonne » de chasse-neige dont il faisait partie. François Hochart, enquêteur français du Bureau d'enquêtes et d'analyses (BEA), donne une version différente, et indique que le chasse-neige a traversé la piste sans autorisation de la tour et que pour « une raison totalement inconnue », il est revenu « en marche arrière sur la piste » au moment où l'avion arrivait. L'expert rajoute : les pilotes n'ont vu la déneigeuse que lorsque le décollage était déjà en cours, trois secondes avant l'impact. L'état d'ivresse du conducteur du chasse-neige avancé par l'enquête russe est insuffisant à expliquer sa perte totale de moyens selon la journaliste Muriel Boselli. Par ailleurs, la perte de repères qu'il a avancé semble étonnante étant donné son expérience de 10 années dans cet aéroport, sa connaissance des pistes et l'absence de mauvaises conditions de visibilité.
En 2016, après un an d'enquête, la journaliste Muriel Boselli émet l'hypothèse d'un attentat. Elle argumente que la version officielle d'un accident contient certaines incohérences. Sans identifier de commanditaire, elle note les « grandes difficultés entre l’homme d’affaires français et les États-Unis ». Elle rappelle aussi que celui-ci a refusé de suivre l'embargo imposé par les États-Unis de commercer avec l'Iran.
Elle relève que l'absence de constitution de partie civile par la famille ou Total est étonnante, certaines sources rapportant l'existence de pressions de la présidence de la république et de Total. Si la justice russe s’accommode des incohérences de l'enquête, la justice française ne déploie pas d'efforts importants pour lever les zones d'ombre puisqu'aucune perquisition n'est organisée, pas plus que d'interrogatoire des proches, d'examen de son ordinateur et ses affaires, ou d'envoi d'expert judiciaire sur place. Le mari de l'hôtesse de l'air décédée, qui s'est constitué partie civile, s'est vu refuser l'accès au dossier par la juge d'instruction Aline Batoz.

## Conséquences
Le directeur de l'aéroport de Vnoukovo et son adjoint ont été contraints de démissionner. Cinq personnes ont été placées en garde à vue : Vladimir Martynenko, le conducteur de l'engin de déneigement, le chef des nettoyeurs de pistes, le responsable du contrôle des vols, l'aiguilleur du ciel qui contrôlait le décollage de l'avion et son supérieur hiérarchique qui la supervisait.
Le 29 octobre 2014, la stagiaire Svetlana Krivsoune, jeune recrue de 24 ans responsable du décollage de l'avion a été assignée à résidence puis inculpée pour violations des règles de sécurité ayant entraîné la mort par imprudence d’au moins deux personnes. Elle risque jusqu’à cinq ans de prison, selon la loi russe.
Le lendemain, Alexandre Krouglov, un second contrôleur aérien est inculpé pour les mêmes charges a annoncé le Comité d'enquête russe.
Le 31 octobre 2014, le conducteur du chasse-neige, l'ingénieur en chef qui était lors de l'accident responsable des nettoyeurs de pistes, et le responsable du contrôle des vols ont également été inculpés des mêmes charges de « violation des règles de sécurité ayant entraîné la mort par imprudence d'au moins deux personnes » portant à 5 le nombre total d'inculpés.
Le 28 juillet 2016, le procès de l'accident s'ouvre à Moscou.
Le 7 juillet 2017, le conducteur du chasse-neige et l'ingénieur en chef sont condamnés respectivement à quatre ans et trois ans et demi de camp dans le cadre d'une procédure accélérée, mais dispensés de peine. Le cas des trois autres accusés a été renvoyé par le tribunal au parquet.
En 2020, trois contrôleurs aériens sont condamnés à des peines de 5 à 6 ans de prison par un tribunal russe.